# Scooby-Doo! Curse of the Lake Monster
Scooby-Doo! Curse of the Lake Monster (bra Scooby-Doo e a Maldição do Monstro do Lago, ou Scooby-Doo! E a Maldição do Monstro do Lago) é um telefilme estadunidense de 2010, dos gêneros fantasia, comédia e aventura, dirigidos por Brian Levant para o Cartoon Network em formato live-action/animação, com roteiro baseado na série Scooby-Doo, da Hanna-Barbera.
É o quarto filme da série Scooby-Doo! em ordem de lançamento, embora seja o segundo na ordem cronológica. O filme tem gênero de comédia e aventura e foi dirigido por Brian Levant, e protagonizado por Nick Palatas como Salsicha Rogers, Kate Melton como Daphne Blake, Robbie Amell como Fred Jones, e por Hayley Kiyoko como Velma Dinkley.
Estreou em 16 de outubro de 2010, nos Estados Unidos e no Canadá, e no Brasil em fevereiro de 2011.

## Sinopse
Com a chegada das férias, a turma de Scooby desiste de suas viagens para investigar o mistério das aparições de monstros num lago.

## Elenco
- Hayley Kiyoko ...... Velma Dinkley
- Nick Palatas ...... Norville "Salsicha" Rogers
- Kate Melton ...... Daphne Blake
- Robbie Amell ...... Fred Jones
- Frank Welker ...... Scoobert "Scooby"-Doo (voz)
- Ted McGinley ...... Thornton "Tio Thorny" Blake V
- Richard Moll ...... Elmer Uggins
- Marion Ross ...... Sra. Hilda Trowburg
- Nichelle Nichols ...... Senadora
- Beverly Sanders ...... Wanda Grubwort